# Дьёмбер, Норберт
Но́рберт Дьёмбер (венг. Gyömbér Norbert; родился 3 июля 1992, Ревуца, Чехословакия) — словацкий футболист, защитник и полузащитник клуба «Аль-Холуд» и сборной Словакии. Участник двух чемпионатов Европы (2016 и 2024).

## Клубная карьера
Дьёмбер начал профессиональную карьеру в клубе «Дукла». 1 октября 2011 года в матче против «Ружомберока» он дебютировал за команду в чемпионат Словакии. После двух успешных сезонов Норберт перешёл в итальянскую «Катанию». Сумма трансфера составила 800 тыс. евро. 19 октября в матче против «Кальяри» Дьёмбер дебютировал в итальянской Серии А. 26 марта 2014 года в поединке против «Наполи» Норберт забил свой первый гол за «Катанию». По итогам сезона клуб вылетел в Серию B.
Летом 2015 года Дьёмбер на правах аренды с правом выкупа перешёл в столичную «Рому». 4 октября в матче против «Палермо» он дебютировал за римский клуб, заменив во втором тайме Алессандро Флоренци. По окончании сезона «Рома» выкупила Дьёмбера у «Катании». Летом 2016 года для получения игровой практики Норберт на правах аренды перешёл в «Пескару». 21 августа в матче против «Наполи» он дебютировал за новую команду.
В начале 2017 года Дьёмбер на правах аренды перешёл в грозненский «Терек». 12 марта в матче против «Ростова» дебютировал в РФПЛ. Летом того же года Норберт был отдан в аренду в «Бари». 16 сентября в матче против «Фрозиноне» он дебютировал за новую команду. 5 мая 2018 года в поединке против «Перуджи» Дьёмбер забил свой первый гол за «Бари». Летом 2018 года Норберт был отдан в аренду в «Перуджу». 22 сентября в матче против «Палермо» он дебютировал за новую команду.

## Карьера в сборной
5 марта 2014 года в товарищеском матче против сборной Израиля Дьёмбер дебютировал за сборную Словакии.
В 2016 году в составе сборной принял участие в чемпионате Европы во Франции. На турнире он сыграл в матчах против команд Англии и Германии.